# Leonardo Martín Migliónico
Leonardo Martín Migliónico, född 31 januari 1980 i Montevideo, är en Uruguayansk fotbollsspelare som spelar för Racing Club. Migliónico har även italienskt medborgarskap.

## Karriär
Efter att ha representerat JJ Urquiza i hemlandet och Club Atlético Estudiantes i Argentina flyttade Migliónico 2003 till italienska Piacenza. Efter att ha tillbringat sin första säsong i klubbens juniorlag, debuterade Migliónico i a-laget 2004-2005, då han spelade tio matcher. 2005-2006 var Migliónico ordinarie och Piacenza ståtade med ett av Seris B's bästa försvar.
I januari 2008 värvades Migliónico av Serie A-laget Sampdoria, där han debuterade 24 februari mot Inter.
Efter bara fyra matcher för Sampdoria under våren 2008 lånades Migliónico ut till Seris B-laget Livorno, där han blev en viktig kugge när laget tog steget tillbaka upp i Serie A 2008-2009. Sommaren 2009 gjordes övergången permanent och Migliónico skrev på ett treårskontrakt med den toskanska klubben. 2010-2011 blev dock en besvikelse. Livorno åkte ur Serie A och Migliónico skadade svårt och kunde bara medverka i tretton matcher. Efter att ha återhämtat sig från skadan tog Migliónico tillbaka sin ordinarie plats i backlinjen 2010-2011, då han även vikarierade som lagkapten.
Efter att ha fått mindre speltid än normalt under hösten 2011 flyttade Migliónico 24 januari 2012 till Lecce i Serie A.
I juli 2012 skrev Migliónico på för argentinska klubben Racing Club.